# Director comercial
A una empresa, el director comercial és el màxim responsable del departament comercial. En dependència directa del director general de la companyia el Director Comercial és responsable del compliment dels objectius de vendes d'aquesta.
Del director comercial depenen dues àrees principals:
- Vendes
- Marketing

## Funcions
Entre les funcions que desenvolupa el director comercial destaquen:

### Personal
- Selecció del personal del departament comercial.
- Detecció de necessitats i seguiment dels plans de formació de tot el personal del departament comercial.
- Establiment de la política de retribució i incentius del personal de vendes.
- Motivació del personal del departament.

### Objetius
- Elaboració del pressupost de vendes anual.
- Elaboració i valoració dels objectius comercials.
- Elaboració dels pressupostos de despeses del departament comercial.

### Vendes
- Definició de política de preus i condicions comercials.
- Gestió de venda de grans comptes.
- Realització de visites d'acompanyament amb els venedors o coaching
- Manteniment d'una relació continuada amb els clients per a conèixer les seves necessitats o problemes.

### Seguiment
- Despatx, assessorament i direcció dels venedors.
- Supervisió de les gestions comercials.
- Supervisió de les despeses comercials, en especial, les de vendes.
- Identificació d'indicadors del departament, mesura dels mateixos amb una determinada freqüència i establiment de mesures correctores. Entre ells:
  - Ràtios de visita
  - Incidències
  - Devolucions de mercaderia
  - Vendes per sobre de risc
  - Impagats i endarreriment de cobraments
  - Clients de baixa rendibilitat
- Relació i comunicació continuada amb proveïdors
- Freqüència de Devolucions

### Màrqueting
- Establiment de les línies generals del pla de màrqueting i en concret el màrqueting mix:
  - Política de producte
  - Política de preu
  - Política de distribució
  - Política de comunicació
- Seguiment de l'execució del Pla de Màrqueting
- Control de les despeses de Màrqueting